# Пері (Румунія)
Пері (рум. Peri) — село у повіті Мехедінць в Румунії. Входить до складу комуни Хуснічоара.
Село розташоване на відстані 254 км на захід від Бухареста, 18 км на схід від Дробета-Турну-Северина, 81 км на північний захід від Крайови.

## Населення
За даними перепису населення 2002 року у селі проживали 440 осіб, усі — румуни. Усі жителі села рідною мовою назвали румунську.